# کله‌سرخ
جمجمه سرخ (به انگلیسی: Red Skull) نام چند شخصیت تخیلی و ابرتبه‌کار در کتاب‌های کامیک مارول کامیکس می‌باشد. این کاراکتر به وسیلهٔ جو سایمون، جک کربی و فرنس هرون خلق شده و اولین بار در کامیکس کاپیتان آمریکا شماره‌های ۷ام (اکتبر ۱۹۴۱) معرفی شد. وی دشمن خونی کاپیتان آمریکا بوده، و مأمور نازی‌ها است. او وقتی در گروه انتقام جویان شگفت انگیز رهبر بود یورش در جسم او بود.
از این شخصیت در چندین رسانهٔ مختلف مانند پویانمایی، سریال تلویزیونی، بازی رایانه‌ای و فیلم استفاده شده‌است. هوگو ویوینگ در فیلم سینمایی کاپیتان آمریکا: نخستین انتقام‌جو (سال ۲۰۱۱) به ایفای نقش این شخصیت پرداخته است.
در فیلم انتقام‌جویان: جنگ ابدیت راس مارکواند به جای هوگو ویوینگ در نقش این شخصیت ایفای نقش کرده‌است.
جمجمه قرمز از طرف ویزارد مگزین رتبهٔ ۲۱ام لیست ۱۰۰ بزرگترین ابرتبه‌کار را بدست آورده اما از طرف آی‌جی‌ان، ۱۴امین ابرتبه‌کار بزرگ تاریخ شناخته شده‌است.